# 情報処理技術者試験の変遷
情報処理技術者試験の変遷（じょうほうしょりぎじゅつしゃしけんのへんせん）では、情報処理技術者試験の変遷を示す。1994年（平成6年）以降の制度変更が著しい。

## 概要
情報処理技術者試験は1969年（昭和44年）に開始され、現在に至るまで50年以上実施され続けている日本の国家試験である。
他の多くの国家試験に比べて、情報処理技術者試験では試験区分の名称変更や試験区分の統廃合、分割、新設など制度の改正がかなり頻繁に行われている。特に1994年（平成6年）、2001年（平成13年）、2009年（平成21年）、2017年（平成29年）には大規模な試験制度の改正が行われている。
これは変化が激しいという情報技術（IT）領域の性質によるものである。そのため、過去の試験区分に合格した記録を履歴書の「免許・資格」欄に記載する場合は注意を要する。

## 1969年（昭和44年）〜1994年（平成6年）春期

### 1969年（昭和44年）
通商産業省（現 経済産業省）告示に基づく「情報処理技術者認定試験」として創設され、
- 第一種情報処理技術者認定試験
- 第二種情報処理技術者認定試験

が実施された。実施者は、国（各地方の通商産業局（現 経済産業局））。

### 1970年（昭和45年）
情報処理振興事業協会等に関する法律（現 情報処理の促進に関する法律）に基づく国家試験となった。
- 第一種情報処理技術者試験
- 第二種情報処理技術者試験

### 1971年（昭和46年）
年齢制限（当該年度の4月1日現在）のある区分が新設された。
- 特種情報処理技術者試験 （新設、25歳以上）
- 第一種情報処理技術者試験
- 第二種情報処理技術者試験

### 1984年（昭和59年）
- 試験事務が、財団法人日本情報処理開発協会（現 一般財団法人日本情報経済社会推進協会）に移管され、実施の為の組織として情報処理技術者試験センター（現 独立行政法人情報処理推進機構IT人材育成センター国家資格・試験部）が設立された。

### 1986年（昭和61年）
区分毎に、春期（4月第3日曜）と秋期（10月第3日曜）に分かれた。
- 秋期
  - 情報処理システム監査技術者試験 （新設、27歳以上）
  - 特種情報処理技術者試験
  - 第一種情報処理技術者試験
- 春期及び秋期
  - 第二種情報処理技術者試験

### 1988年（昭和63年）
オンライン情報処理技術者試験が新設され、秋期実施とされた。

### 1989年（平成元年）
第一種情報処理技術者試験が春期実施に変更される。
| 試験区分                                                      | 対象者像                                                                  | 実施時期                                | 受験資格 | 出題形式                                                  | 備考 |
| ------------------------------------------------------------- | ------------------------------------------------------------------------- | --------------------------------------- | -------- | --------------------------------------------------------- | --- |
| 情報処理システム監査技術者試験 （現・システム監査技術者試験） | システム監査人 四年制大学卒業程度                                         | 秋期（10月）                            | 27歳以上 | 午前：多肢選択式 午後I：記述式 午後II：論述式（小論文）   | 昭和61年（1986年）新設。 |
| 特種情報処理技術者試験 （現・高度情報処理技術者試験）         | システムエンジニア 四年制大学卒業程度                                     | 秋期（10月）                            | 25歳以上 | 午前：多肢選択式 午後I：記述式 午後II：論述式（小論文）   | 昭和46年（1971年）新設。 現在のシステムアーキテクト試験、プロジェクトマネージャ試験、ITストラテジスト試験、ITサービスマネージャ試験の起源にあたる区分。                                                                          |
| オンライン情報処理技術者試験 （現・高度情報処理技術者試験）   | オンラインシステム開発に従事するシステムエンジニア 四年制大学卒業程度     | 秋期（10月）                            | 特になし | 午前：多肢選択式 午後I：記述式 午後II：記述式（事例解析） | 昭和63年（1988年）新設。 現在のネットワークスペシャリスト試験やデータベーススペシャリスト試験の起源にあたる区分。 |
| 第一種情報処理技術者試験 （現・応用情報技術者試験）           | シニアプログラマ（業務経験3年以上） システムエンジニア 四年制大学卒業程度 | 春期（4月）                             | 特になし | 午前：多肢選択式 午後：記述式                             | 昭和44年（1969年）の試験では「第一種情報処理技術者認定試験」という名称だった。 昭和63年（1988年）までは秋期（10月）実施。 平成元年（1989年）より春期（4月）実施に変更。 午後試験ではプログラミング言語に関する問題が出題された。 |
| 第二種情報処理技術者試験 （現・基本情報技術者試験）           | プログラマ 高等学校卒業程度                                               | 春期（4月）および秋期（10月） 年2回実施 | 特になし | 午前：多肢選択式 午後：記述式                             | 昭和44年（1969年）の試験では「第二種情報処理技術者認定試験」という名称だった。 昭和61年（1986年）より年2回実施。 平成4年度（1992年）秋期より午後の選択言語にC言語を追加。                                                        |

## 1994年（平成6年）秋期〜2000年（平成12年）

### 1994年（平成6年）秋期
情報処理技術者試験標準カリキュラムが設定され、これに基づき区分が大幅に改正され、科目の一部免除・業務経歴書提出を要する区分が制定された。
- 春期
  - プロジェクトマネージャ試験 （新設、27歳以上・業務経歴書提出要）
  - プロダクションエンジニア試験 （新設）
  - データベーススペシャリスト試験 （新設）
  - システム運用管理エンジニア試験 （新設、25歳以上・業務経歴書提出要）
  - 第一種情報処理技術者試験 （プログラミング問題廃止・一部免除有）

- 秋期
  - システム監査技術者試験 （情報処理システム監査技術者を改称、27歳以上・業務経歴書提出要）
  - システムアナリスト試験 （新設、27歳以上・業務経歴書提出要）
  - アプリケーションエンジニア試験 （特種情報処理技術者試験を改称、25歳以上・業務経歴書提出要）
  - ネットワークスペシャリスト試験 （オンライン情報処理技術者試験を改称）
  - システムアドミニストレータ試験（新設） ： 初の利用者側の試験区分として制定された。（それまで存在していた試験区分はすべて開発者側、技術者側の区分であった。）
- 春期及び秋期
  - 第二種情報処理技術者試験（一部免除有）

- 第一種情報処理技術者試験、第二種情報処理技術者試験、システムアドミニストレータ試験以外の試験は、結果発表時に高度情報処理技術者試験と称していた。

- 第二種情報処理技術者試験（現在の基本情報技術者試験）の午後試験が記述式から多肢選択式（マークシート）に変更される。
  - システムアドミニストレータ試験（のちの初級システムアドミニストレータ試験）の午後試験も多肢選択式（マークシート）となる。
- 全試験区分で（機能制限付きで）電卓の使用が認められる。

| 試験区分                                                                          | 対象者像                        | 実施時期             | 受験資格                            | 出題形式                                                  | 備考 |
| --------------------------------------------------------------------------------- | ------------------------------- | -------------------- | ----------------------------------- | --------------------------------------------------------- | --- |
| システムアナリスト試験 （現・ITストラテジスト試験）                               | 開発者側 高度情報処理技術者試験 | 秋期                 | 27歳以上 業務経歴書の提出を要する。 | 午前：多肢選択式 午後I：記述式 午後II：論述式（小論文）   | 特種情報処理技術者試験のうち、経営戦略に関する範囲を継承し新設。 |
| システム監査技術者試験 （旧・情報処理システム監査技術者試験）                     | 独立 高度情報処理技術者試験     | 秋期                 | 27歳以上 業務経歴書の提出を要する。 | 午前：多肢選択式 午後I：記述式 午後II：論述式（小論文）   | |
| プロジェクトマネージャ試験 （新設）                                               | 開発者側 高度情報処理技術者試験 | 春期                 | 27歳以上 業務経歴書の提出を要する。 | 午前：多肢選択式 午後I：記述式 午後II：論述式（小論文）   | 特種情報処理技術者試験のうち、プロジェクトマネジメントに関する範囲を継承。 |
| アプリケーションエンジニア試験 （現・システムアーキテクト試験）                   | 開発者側 高度情報処理技術者試験 | 秋期                 | 25歳以上 業務経歴書の提出を要する。 | 午前：多肢選択式 午後I：記述式 午後II：論述式（小論文）   | 特種情報処理技術者試験のうち、設計に関する範囲を継承。 |
| システム運用管理エンジニア試験 （現・ITサービスマネージャ試験）                   | 開発者側 高度情報処理技術者試験 | 春期                 | 25歳以上 業務経歴書の提出を要する。 | 午前：多肢選択式 午後I：記述式 午後II：論述式（小論文）   | 特種情報処理技術者試験のうち、システム運用に関する範囲を継承。 |
| プロダクションエンジニア試験                                                      | 開発者側 高度情報処理技術者試験 | 春期                 | 特になし                            | 午前：多肢選択式 午後I：記述式 午後II：記述式（事例解析） | 平成12年度（2000年度）春期を最後に廃止。 |
| ネットワークスペシャリスト試験                                                    | 開発者側 高度情報処理技術者試験 | 秋期                 | 特になし                            | 午前：多肢選択式 午後I：記述式 午後II：記述式（事例解析） | オンライン情報処理技術者試験のうち、ネットワークに関する範囲を継承。 |
| データベーススペシャリスト試験 （新設）                                           | 開発者側 高度情報処理技術者試験 | 春期                 | 特になし                            | 午前：多肢選択式 午後I：記述式 午後II：記述式（事例解析） | オンライン情報処理技術者試験のうち、データベースに関する範囲を継承。 |
| マイコン応用システムエンジニア試験 （現・エンベデッドシステムスペシャリスト試験） | 開発者側 高度情報処理技術者試験 | 春期                 | 特になし                            | 午前：多肢選択式 午後I：記述式 午後II：記述式（事例解析） | 平成8年度（1996年度）春期より新設。 組み込みシステムに特化した試験区分。 |
| 第一種情報処理技術者試験 （現・応用情報技術者試験）                               | 開発者側                        | 春期                 | 特になし                            | 午前：多肢選択式 午後：記述式                             | プログラミング言語に関する問題を廃止。 |
| 第二種情報処理技術者試験 （現・基本情報技術者試験）                               | 開発者側                        | 春期および秋期 年2回 | 特になし                            | 午前：多肢選択式 午後：多肢選択式                         | 午後試験を多肢選択式（マークシート使用）に変更。 |
| 上級システムアドミニストレータ試験 （略称：上級シスアド）                         | 利用者側 高度情報処理技術者試験 | 秋期                 | 27歳以上 業務経歴書の提出を要する。 | 午前：多肢選択式 午後I：記述式 午後II：論述式（小論文）   | 平成8年度（1996年度）秋期より新設。 |
| 初級システムアドミニストレータ試験 （略称：初級シスアド）                         | 利用者側                        | 春期および秋期 年2回 | 特になし                            | 午前：多肢選択式 午後：多肢選択式                         | 平成6年度（1994年度）秋期および平成7年度（1995年度）秋期は「システムアドミニストレータ試験」として実施。 平成8年度（1996年度）より名称を「初級システムアドミニストレータ試験」に変更。 平成10年度（1998年度）までは秋期のみの実施だった。 平成11年度（1999年度）春期より年2回実施。 |

### 1996年（平成8年）
- マイコン応用システムエンジニア試験（新設・春期実施） ： 初の組み込みシステムに関する国家試験。高度情報処理技術者試験に含まれた。
- システムアドミニストレータ試験が上級と初級に分離した。
  - 上級システムアドミニストレータ試験 （新設・秋期実施、27歳以上・業務経歴書提出要） ： 午後試験は記述式（小論文課題あり）。高度情報処理技術者試験に含まれた。
  - 初級システムアドミニストレータ試験 （秋期実施） ： 午後試験は多肢選択式（マークシート）。

### 1999年（平成11年）
- 初級システムアドミニストレータ試験が春期及び秋期の年2回実施となる。

### 2000年（平成12年）
情報処理技術者試験標準カリキュラムにかえ情報処理技術者スキル標準が制定された。

## 2001年（平成13年）〜2008年（平成20年）

### 2001年（平成13年）
情報処理技術者スキル標準に対応するよう区分が大幅に改正され、年齢制限・業務経歴書提出が撤廃された。
- 春期
  - システム監査技術者試験
  - テクニカルエンジニア(データベース)試験 （データベーススペシャリスト試験を改称）
  - テクニカルエンジニア(システム管理)試験 （システム運用管理エンジニア試験を改称）
  - テクニカルエンジニア(エンベデッドシステム)試験 （マイコン応用システムエンジニア試験を改称）
  - ソフトウェア開発技術者試験 （第一種情報処理技術者試験がプロダクションエンジニア試験の一部を吸収し改称）
- 秋期
  - システムアナリスト試験（一部免除有）
  - プロジェクトマネージャ試験（一部免除有）
  - アプリケーションエンジニア試験 （プロダクションエンジニア試験の一部を吸収、一部免除有）
  - テクニカルエンジニア(ネットワーク)試験 （ネットワークスペシャリスト試験を改称）
  - 上級システムアドミニストレータ試験
  - 情報セキュリティアドミニストレータ試験 （新設） ： 情報セキュリティに関する初の国家試験として制定された。
- 春期及び秋期
  - 基本情報技術者試験 （第二種情報処理技術者を改称、一部免除有）
  - 初級システムアドミニストレータ試験（一部免除有）
- 結果発表時に高度情報処理技術者試験と称することが無くなった。
- 試験名称に「アドミニストレータ」を含む3区分に関しては利用者側の区分、それ以外が開発者側・技術者側の区分と定義された。
- 基本情報技術者試験と初級システムアドミニストレータ試験のみ午後試験が多肢選択式（マークシート）、それ以外の区分は午後試験が記述式（一部の区分は小論文課題もあり）とされた。

| 試験区分                                                                                  | 対象者像 | 実施時期             | 出題形式                                                  | 備考 |
| ----------------------------------------------------------------------------------------- | -------- | -------------------- | --------------------------------------------------------- | --- |
| システムアナリスト試験                                                                    | 開発者側 | 秋期                 | 午前：多肢選択式 午後I：記述式 午後II：論述式（小論文）   | 年齢制限および業務経歴書の提出義務を廃止。 |
| プロジェクトマネージャ試験 （略称：プロマネ）                                             | 開発者側 | 秋期                 | 午前：多肢選択式 午後I：記述式 午後II：論述式（小論文）   | 年齢制限および業務経歴書の提出義務を廃止。 |
| アプリケーションエンジニア試験                                                            | 開発者側 | 秋期                 | 午前：多肢選択式 午後I：記述式 午後II：論述式（小論文）   | プロダクションエンジニア試験の出題範囲の一部を吸収。 年齢制限および業務経歴書の提出義務を廃止。 |
| ソフトウェア開発技術者試験 （旧・第一種情報処理技術者試験）                               | 開発者側 | 春期および秋期 年2回 | 午前：多肢選択式 午後I：記述式 午後II：記述式（事例解析） | プロダクションエンジニア試験の出題範囲の一部を吸収。 平成17年（2005年）より年2回実施。 平成16年（2004年）までは春期のみの実施だった。                                                                       |
| テクニカルエンジニア(ネットワーク)試験                                                    | 開発者側 | 秋期                 | 午前：多肢選択式 午後I：記述式 午後II：記述式（事例解析） | ネットワークスペシャリスト試験を改称。 |
| テクニカルエンジニア(データベース)試験                                                    | 開発者側 | 春期                 | 午前：多肢選択式 午後I：記述式 午後II：記述式（事例解析） | データベーススペシャリスト試験を改称。 |
| テクニカルエンジニア(システム管理)試験 （旧・システム運用管理エンジニア試験）             | 開発者側 | 春期                 | 午前：多肢選択式 午後I：記述式 午後II：論述式（小論文）   | 年齢制限および業務経歴書の提出義務を廃止。 |
| テクニカルエンジニア(エンベデッドシステム)試験 （旧・マイコン応用システムエンジニア試験） | 開発者側 | 春期                 | 午前：多肢選択式 午後I：記述式 午後II：記述式（事例解析） | |
| テクニカルエンジニア(情報セキュリティ)試験                                                | 開発者側 | 春期                 | 午前：多肢選択式 午後I：記述式 午後II：記述式（事例解析） | 平成18年（2006年）新設。 セキュリティに特化した開発者側の試験。 |
| 情報セキュリティアドミニストレータ試験 （略称：情報セキュアド）                           | 利用者側 | 秋期                 | 午前：多肢選択式 午後I：記述式 午後II：記述式（事例解析） | 平成13年（2001年）新設。 利用者側のセキュリティ知識・技能を認定する試験区分。 |
| 上級システムアドミニストレータ試験 （略称：上級シスアド）                                 | 利用者側 | 秋期                 | 午前：多肢選択式 午後I：記述式 午後II：論述式（小論文）   | 年齢制限および業務経歴書の提出義務を廃止。 |
| 初級システムアドミニストレータ試験 （略称：初級シスアド）                                 | 利用者側 | 春期および秋期 年2回 | 午前：多肢選択式 午後：多肢選択式                         | 平成21年度（2009年）春期を最後に廃止。 |
| 基本情報技術者試験 （旧・第二種情報処理技術者試験）                                       | 開発者側 | 春期および秋期 年2回 | 午前：多肢選択式 午後：多肢選択式                         | 第二種情報処理技術者試験にあったFORTRANの出題を廃止。 平成13年度（2001年度）秋期より、午後の選択言語にJavaを追加。 プログラミング言語はC言語、COBOL、Java、CASL（アセンブラ言語）の中から1つまたは2つ選択。 |
| システム監査技術者試験                                                                    | 独立     | 春期                 | 午前：多肢選択式 午後I：記述式 午後II：論述式（小論文）   | 年齢制限および業務経歴書の提出義務を廃止。 |

### 2002年（平成14年）
- 秋期試験より電卓の使用が禁止される[3]。

### 2003年（平成15年）
- インターネットでの受験申請、成績照会制度が導入された。

### 2004年（平成16年）
試験事務が、日本情報処理開発協会から独立行政法人情報処理推進機構（IPA）に移管された。情報処理技術者試験センター（現 IT人材育成センター国家資格・試験部）も組織がそのまま移行した。

### 2005年（平成17年）
- ソフトウェア開発技術者試験が春期及び秋期の年2回実施とされた。
- 初級システムアドミニストレータ試験および基本情報技術者試験に午前試験免除制度が導入される。

### 2006年（平成18年）
春期
- テクニカルエンジニア(情報セキュリティ)試験が新設される。
  - 開発者側の情報セキュリティに特化した国家試験として制定された。なお、利用者側の情報セキュリティの試験としては秋期実施の情報セキュリティアドミニストレータ試験を受験するというキャリアパスが情報処理推進機構（IPA）から公式に提示されている。
- 多肢選択式問題の解答および問題冊子が試験翌日の正午に公開される。
  - 全試験区分の午前問題と、一部の区分（基本情報技術者試験および初級システムアドミニストレータ試験）の午後問題が対象であった。

## 2009年（平成21年）〜2016年（平成28年）

### 2009年（平成21年）
- ITスキル標準に対応するよう区分が大幅に改正された。
  - 従来の利用者側と開発者側の区分けを廃止、スキルレベルに応じ4段階に区分する。
    - それまで利用者側とされていた区分（試験名称にアドミニストレータを含むもの）はすべて開発者側の区分と統合された。

  - 応用情報技術者試験、基本情報技術者試験、ITパスポート試験（とのちに追加される情報セキュリティマネジメント試験）以外の試験は高度情報処理技術者試験と規定され、一部免除が有る。
  - ITパスポート試験と基本情報技術者試験は午前、午後共に多肢選択式（マークシート）、応用情報技術者試験と高度情報処理技術者試験は午後試験が記述式（一部区分は小論文区分あり）とされた。
  - 春期
    - システム監査技術者試験 （従来のものから技術面を補完）
    - プロジェクトマネージャ試験
    - データベーススペシャリスト試験 （テクニカルエンジニア(データベース)試験を改称）
    - エンベデッドシステムスペシャリスト試験 （テクニカルエンジニア(エンベデッドシステム)試験を改称）
    - 初級システムアドミニストレータ試験は、春期試験を最後に廃止。

  - 全ての問題冊子及び多肢選択式の解答が試験当日の18時に公開される。
  - 春期及び秋期
    - 情報セキュリティスペシャリスト試験 （情報セキュリティアドミニストレータ試験とテクニカルエンジニア(情報セキュリティ)試験を統合し新設）
    - 応用情報技術者試験 （ソフトウェア開発技術者を改称し範囲拡大、午後II試験は廃止）
    - 基本情報技術者試験 （初級システムアドミニストレータ試験の一部を吸収し範囲拡大）
    - ITパスポート試験 （新設）

  - 秋期
    - ITストラテジスト試験 （システムアナリスト試験と上級システムアドミニストレータ試験を統合し範囲拡大）
    - システムアーキテクト試験 （アプリケーションエンジニア試験が改称し範囲拡大）
    - ネットワークスペシャリスト試験 （テクニカルエンジニア(ネットワーク)試験を改称）
    - ITサービスマネージャ試験 （テクニカルエンジニア(システム管理)試験を改称、マネジメント面を補完）

| 試験区分                                                                              | 対象者像                        | 実施時期             | 出題形式                                                                      | 備考 |
| ------------------------------------------------------------------------------------- | ------------------------------- | -------------------- | ----------------------------------------------------------------------------- | --- |
| ITパスポート試験                                                                      | 利用者側 （ITを利活用する者）   | 随時                 | 多肢選択式                                                                    | 初級システムアドミニストレータ試験の範囲の一部を継承し新設。 平成23年（2011年）11月よりCBT方式で随時実施。 平成23年度（2011年度）秋期までは年2回（春期、秋期）実施。 |
| 情報セキュリティマネジメント試験                                                      | 利用者側 （ITを利活用する者）   | 春期および秋期 年2回 | 午前：多肢選択式 午後：多肢選択式                                             | 平成28年度（2016年度）春期より新設。 情報セキュリティアドミニストレータ試験廃止後以来の、利用者側（ITを利活用する者）のセキュリティ知識・技能を認定する試験区分。 |
| 基本情報技術者試験                                                                    | 開発者側、利用者側              | 春期および秋期 年2回 | 午前：多肢選択式 午後：多肢選択式                                             | 初級システムアドミニストレータ試験の出題範囲の一部を吸収し、範囲拡大。 午後の選択言語として表計算ソフトを追加。プログラミング言語はC言語、COBOL、Java、CASL（アセンブラ言語）、表計算ソフトの中から1つ選択。 2014年（平成26年）春期より午後試験のセキュリティを必須問題に変更。 |
| 応用情報技術者試験 （旧・ソフトウェア開発技術者試験）                                 | 開発者側、利用者側              | 春期および秋期 年2回 | 午前：多肢選択式 午後：記述式                                                 | 経営戦略やシステム監査など出題分野を追加し、範囲拡大。 午後II試験は廃止。 2014年（平成26年）春期より午後試験のセキュリティを必須問題に変更。 |
| ITストラテジスト試験 （旧・システムアナリスト試験）                                   | 開発者側 高度情報処理技術者試験 | 秋期                 | 午前I：多肢選択式 午前II：多肢選択式 午後I：記述式 午後II：論述式（小論文）   | 上級システムアドミニストレータ試験の出題範囲を吸収。 2014年（平成26年）秋期より午前II試験の出題範囲にセキュリティを追加。 |
| システムアーキテクト試験 （旧・アプリケーションエンジニア試験）                       | 開発者側 高度情報処理技術者試験 | 秋期                 | 午前I：多肢選択式 午前II：多肢選択式 午後I：記述式 午後II：論述式（小論文）   | |
| プロジェクトマネージャ試験                                                            | 開発者側 高度情報処理技術者試験 | 春期                 | 午前I：多肢選択式 午前II：多肢選択式 午後I：記述式 午後II：論述式（小論文）   | 2014年（平成26年）春期より午前II試験の出題範囲にセキュリティを追加。 |
| ネットワークスペシャリスト試験                                                        | 開発者側 高度情報処理技術者試験 | 秋期                 | 午前I：多肢選択式 午前II：多肢選択式 午後I：記述式 午後II：記述式（事例解析） | テクニカルエンジニア(ネットワーク)試験を改称。 |
| データベーススペシャリスト試験                                                        | 開発者側 高度情報処理技術者試験 | 春期                 | 午前I：多肢選択式 午前II：多肢選択式 午後I：記述式 午後II：記述式（事例解析） | テクニカルエンジニア(データベース)試験を改称。 |
| エンベデッドシステムスペシャリスト試験                                                | 開発者側 高度情報処理技術者試験 | 春期                 | 午前I：多肢選択式 午前II：多肢選択式 午後I：記述式 午後II：記述式（事例解析） | テクニカルエンジニア(エンベデッドシステム)試験を改称。 |
| 情報セキュリティスペシャリスト試験 （旧・テクニカルエンジニア(情報セキュリティ)試験） | 開発者側 高度情報処理技術者試験 | 春期および秋期 年2回 | 午前I：多肢選択式 午前II：多肢選択式 午後I：記述式 午後II：記述式（事例解析） | 情報セキュリティアドミニストレータ試験の出題範囲を吸収。 平成28年度（2016年度）秋期を最後に廃止。 |
| ITサービスマネージャ試験                                                              | 開発者側 高度情報処理技術者試験 | 秋期                 | 午前I：多肢選択式 午前II：多肢選択式 午後I：記述式 午後II：論述式（小論文）   | テクニカルエンジニア(システム管理)試験を改称。 マネジメント面からの出題を強化。 |
| システム監査技術者試験                                                                | 独立 高度情報処理技術者試験     | 春期                 | 午前I：多肢選択式 午前II：多肢選択式 午後I：記述式 午後II：論述式（小論文）   | 技術面からの出題を強化。 |

### 2011年（平成23年）
秋期
- ITパスポート試験の筆記試験を秋期試験を最後に原則として廃止し、11月にComputer Based Testing（CBT）方式になり、筆記試験は、視覚障害者に対してだけ実施する。
- 基本情報技術者試験の午後試験の表計算の問題にマクロに関する内容が追加される[4]。

### 2014年（平成26年）
春期
- 情報セキュリティ分野の出題が強化される[5]。
  - ITパスポート試験でセキュリティ分野からの出題問題数が増える。
  - 基本情報技術者試験および応用情報技術者試験では午前試験におけるセキュリティ分野からの出題問題数が増える。また、午後試験でセキュリティに関する問題が必須問題となる。
  - ITストラテジスト試験およびプロジェクトマネージャ試験の午前II試験の出題範囲にセキュリティ分野が追加される。これで、高度情報処理技術者試験のすべての区分の午前II試験でセキュリティ分野が出題範囲となった。

秋期
- 応用情報技術者試験の午後試験での回答数が6問から5問に変更される。同時に経営戦略およびプログラミングに関する問題が自由選択制になる[6]。これにより、春期試験までは経営戦略とプログラミングのどちらか一方が選択必須だったものが、両方選択可能または両方とも選択しないという解答方法が可能になった。

### 2016年（平成28年）
- 4月27日、経済産業省 産業構造審議会 商務流通情報分科会 情報経済小委員会 試験ワーキンググループ が報告書を提出。2017年度から情報処理安全確保支援士制度（試験）を創設するよう提言した[7]。
- 情報セキュリティマネジメント試験（春期及び秋期実施）が新設される。午後試験は基本情報技術者試験と同じく多肢選択式（マークシート）となる。
  - 情報セキュリティアドミニストレータ試験廃止後以来の、利用者側（ITを利活用する者）のセキュリティ知識・技能を認定する試験区分となる。
    - ただし、情報セキュリティマネジメント試験は高度情報処理技術者試験には含まれない。
- 情報セキュリティスペシャリスト試験はこの年の秋期試験を最後に廃止される。

## 2017年（平成29年）〜2019年（令和元年）

### 2017年（平成29年）
- 情報セキュリティスペシャリスト試験の後継として、情報処理安全確保支援士試験（春期及び秋期実施）が新設される。
  - 情報処理技術者試験制度から独立した、登録制の名称独占資格（登録情報セキュリティスペシャリスト）となる。

| 試験区分                                                          | 対象者像                                    | 実施時期             | 出題形式                                                                      | 備考 |
| ----------------------------------------------------------------- | ------------------------------------------- | -------------------- | ----------------------------------------------------------------------------- | --- |
| ITパスポート試験                                                  | 利用者側 （ITを利活用する者）               | 随時                 | 多肢選択式                                                                    | CBT方式で実施。 |
| 情報セキュリティマネジメント試験                                  | 利用者側 （ITを利活用する者）               | 春期および秋期 年2回 | 午前：多肢選択式 午後：多肢選択式                                             | |
| 基本情報技術者試験                                                | 開発者側、利用者側                          | 春期および秋期 年2回 | 午前：多肢選択式 午後：多肢選択式                                             | 令和元年（2019年）秋期を最後にCOBOLの出題を廃止。 令和2年度（2020年度）春期より午後の選択言語としてPythonを追加。 プログラミング言語はC言語、Java、Python、CASL（アセンブラ言語）、表計算ソフトの中から1つ選択。 |
| 応用情報技術者試験                                                | 開発者側、利用者側                          | 春期および秋期 年2回 | 午前：多肢選択式 午後：記述式                                                 | |
| ITストラテジスト試験                                              | 開発者側 高度情報処理技術者試験             | 秋期                 | 午前I：多肢選択式 午前II：多肢選択式 午後I：記述式 午後II：論述式（小論文）   | |
| システムアーキテクト試験                                          | 開発者側 高度情報処理技術者試験             | 秋期                 | 午前I：多肢選択式 午前II：多肢選択式 午後I：記述式 午後II：論述式（小論文）   | |
| プロジェクトマネージャ試験                                        | 開発者側 高度情報処理技術者試験             | 春期                 | 午前I：多肢選択式 午前II：多肢選択式 午後I：記述式 午後II：論述式（小論文）   | |
| ネットワークスペシャリスト試験                                    | 開発者側 高度情報処理技術者試験             | 秋期                 | 午前I：多肢選択式 午前II：多肢選択式 午後I：記述式 午後II：記述式（事例解析） | |
| データベーススペシャリスト試験                                    | 開発者側 高度情報処理技術者試験             | 春期                 | 午前I：多肢選択式 午前II：多肢選択式 午後I：記述式 午後II：記述式（事例解析） | |
| エンベデッドシステムスペシャリスト試験                            | 開発者側 高度情報処理技術者試験             | 春期                 | 午前I：多肢選択式 午前II：多肢選択式 午後I：記述式 午後II：記述式（事例解析） | |
| ITサービスマネージャ試験                                          | 開発者側 高度情報処理技術者試験             | 秋期                 | 午前I：多肢選択式 午前II：多肢選択式 午後I：記述式 午後II：論述式（小論文）   | |
| システム監査技術者試験                                            | 独立 高度情報処理技術者試験                 | 春期                 | 午前I：多肢選択式 午前II：多肢選択式 午後I：記述式 午後II：論述式（小論文）   | |
| 情報処理安全確保支援士試験 （登録情報セキュリティスペシャリスト） | 情報処理技術者試験制度から独立 名称独占資格 | 春期および秋期 年2回 | 午前I：多肢選択式 午前II：多肢選択式 午後I：記述式 午後II：記述式（事例解析） | 情報セキュリティスペシャリスト試験の後継として実施。 |

### 2019年

#### 2019年（平成31年）春期
- 4月よりITパスポート試験において、第四次産業革命関連の新技術（AI、ビッグデータ、IoTなど）の活用についての内容の出題が強化された[8]。

#### 2019年（令和元年）秋期
- 秋期試験を最後に基本情報技術者試験の午後試験でCOBOLの出題が廃止された。
- 秋期試験より基本情報技術者試験の午前試験で線形代数や確率・統計など、数学に関する問題の出題が強化された。

## 2020年（令和2年）〜現在

### 2020年（令和2年）
- 令和2年度春期試験は日本における2019年コロナウイルス感染症による社会・経済的影響により中止[9]。代替として「令和2年度10月試験」を開催[10]。
- 基本情報技術者試験の午後試験で言語Pythonが選択可能になる[11]。
- 高度情報処理技術者試験のすべての区分の午前II科目で情報セキュリティ分野が重点分野となる[12]。
- エンベデッドシステムスペシャリスト試験、システムアーキテクト試験、ITストラテジスト試験の組み込みシステムに関する領域において、第四次産業革命関連の新技術（AI、ビッグデータ、IoTなど）の活用についての内容の出題が強化される[13]。
- 「令和2年度10月試験」の開催に伴い、令和2年度秋期試験は中止。以後、高度情報処理技術者試験の各区分（情報処理安全確保支援士試験を除く）の実施時期（春期または秋期）が入れ替わった[14][15]。
- 令和2年度秋期から、情報セキュリティマネジメント試験、基本情報技術者試験は、CBT（Computer Based Testing）方式に変更された[14]。

### 2023年（令和5年）
- 4月より、情報セキュリティマネジメント試験、基本情報技術者試験の実施が通年化された[16]。
- 秋期試験より、情報処理安全確保支援士の午後I・午後IIが統合され、「午後」となった[17]。
- 秋期試験より、エンベデッドシステムスペシャリスト試験の出題範囲に企画・要件定義分野を追加。午後IIを論述式へ変更[17]。

### 2024年（令和6年）
- 4月より、ITパスポート試験に、生成AIの仕組み、活用例、留意事項等に関する項目・用語例を追加[18]。
- 春期試験より、ITストラテジスト試験、システムアーキテクト試験の午後問題から組み込みシステム分野の出題を除外[17]。
- 秋期試験より、全ての試験のシラバスに、DXを推進するために必要となる知識、「数理・データサイエンス・AI（応用基礎レベル）モデルカリキュラム」のキーワードを追加[19]。
- 秋期試験より、エンベデッドシステムスペシャリスト試験の出題範囲にユーザインタフェース分野を追加[19]。

### 2025年（令和7年）
- 春期試験より、システムアーキテクト試験の出題範囲にユーザインタフェース分野を追加[19]。
- 5月23日、経済産業省が「『Society5.0時代のデジタル人材育成に関する検討会』報告書」を発表[20]。情報処理技術者試験について、時代に即した試験区分の再編や試験運営の改革（全試験区分へのCBT方式導入）を提言した。2027年度までに試験区分再編を決定する方針[21]。

| 試験区分                                                          | 対象者像                                    | 実施時期             | 出題形式                                                                      | 備考 |
| ----------------------------------------------------------------- | ------------------------------------------- | -------------------- | ----------------------------------------------------------------------------- | --- |
| ITパスポート試験                                                  | 利用者側 （ITを利活用する者）               | 随時                 | 多肢選択式                                                                    | CBT方式で実施。 |
| 情報セキュリティマネジメント試験                                  | 利用者側 （ITを利活用する者）               | 随時                 | 午前：多肢選択式 午後：多肢選択式                                             | 令和2年度秋期以降はCBT方式で実施。 （令和4年度秋期までは、春期および秋期の一定期間のみ実施） |
| 基本情報技術者試験                                                | 開発者側、利用者側                          | 随時                 | 午前：多肢選択式 午後：多肢選択式                                             | 令和2年度秋期以降はCBT方式で春期・秋期の一定期間のみ実施。 （令和4年度秋期までは、春期および秋期の一定期間のみ実施） 令和元年（2019年）秋期を最後にCOBOLの出題を廃止。 令和2年度（2020年度）春期より午後の選択言語としてPythonを追加。 プログラミング言語はC言語、Java、Python、CASL（アセンブラ言語）、表計算ソフトの中から1つ選択。 |
| 応用情報技術者試験                                                | 開発者側、利用者側                          | 春期および秋期 年2回 | 午前：多肢選択式 午後：記述式                                                 | |
| ITストラテジスト試験                                              | 開発者側 高度情報処理技術者試験             | 春期                 | 午前I：多肢選択式 午前II：多肢選択式 午後I：記述式 午後II：論述式（小論文）   | |
| システムアーキテクト試験                                          | 開発者側 高度情報処理技術者試験             | 春期                 | 午前I：多肢選択式 午前II：多肢選択式 午後I：記述式 午後II：論述式（小論文）   | |
| プロジェクトマネージャ試験                                        | 開発者側 高度情報処理技術者試験             | 秋期                 | 午前I：多肢選択式 午前II：多肢選択式 午後I：記述式 午後II：論述式（小論文）   | |
| ネットワークスペシャリスト試験                                    | 開発者側 高度情報処理技術者試験             | 春期                 | 午前I：多肢選択式 午前II：多肢選択式 午後I：記述式 午後II：記述式（事例解析） | |
| データベーススペシャリスト試験                                    | 開発者側 高度情報処理技術者試験             | 秋期                 | 午前I：多肢選択式 午前II：多肢選択式 午後I：記述式 午後II：記述式（事例解析） | |
| エンベデッドシステムスペシャリスト試験                            | 開発者側 高度情報処理技術者試験             | 秋期                 | 午前I：多肢選択式 午前II：多肢選択式 午後I：記述式 午後II：記述式（小論文）   | 2022年秋期までは午後IIは事例解析問題だった。 |
| ITサービスマネージャ試験                                          | 開発者側 高度情報処理技術者試験             | 春期                 | 午前I：多肢選択式 午前II：多肢選択式 午後I：記述式 午後II：論述式（小論文）   | |
| システム監査技術者試験                                            | 独立 高度情報処理技術者試験                 | 秋期                 | 午前I：多肢選択式 午前II：多肢選択式 午後I：記述式 午後II：論述式（小論文）   | |
| 情報処理安全確保支援士試験 （登録情報セキュリティスペシャリスト） | 情報処理技術者試験制度から独立 名称独占資格 | 春期および秋期 年2回 | 午前I：多肢選択式 午前II：多肢選択式 午後：記述式（事例解析）                 | 情報セキュリティスペシャリスト試験の後継として実施。 2023年春期までは、午後Iと午後IIが存在した。 |